# Tipula (Nippotipula) pseudophaedina
Tipula (Nippotipula) pseudophaedina is een tweevleugelige uit de familie langpootmuggen (Tipulidae). De soort komt voor in het Oriëntaals gebied.